# Фігуралізм
Фігуралізм — це різновид герменевтичного фікціоналізму, запропонований Стівеном Ябло. Цей підхід базується на трактуванні певних дискурсів, наприклад, математичних, як створіннями екзистенційної метафори. За Ябло, фіктивні об'єкти створюються через «екзистенційну метафору», що дозволяє трактувати їх як корисні ідеї, а не як реальні сутності. Наприклад, арифметичне твердження «11 є простим числом» можна порівняти з метафоричним висловлюванням «Невидима рука ринку діє незалежно від людських зусиль».

## Дивитися також
- Фікціоналізм
- Метафікціоналізм